# Touch rugby en los Juegos del Pacífico 2019
El Touch rugby en los Juegos del Pacífico 2019 se llevó a cabo en el Marist Stadium de Apia, Samoa del 15 al 20 de julio.

## Participantes
Siete países formaron parte del evento, pero Tokelau solo participó en la rama masculina:
| - Islas Cook (28) - Fiyi (28) - Papúa Nueva Guinea (28) - Samoa (28) | - Islas Salomón (28) - Tokelau (14) - Tonga (28) |

## Resultados
| Evento    | Oro | Plata | Bronce |
| --------- | --- | --- | --- |
| Masculino | Papúa Nueva Guinea Junior Hoki Kele Lessy Francis Alu Bobby Vavona Andrew Turlom Marlon Steven Benny Nelson Kere Mavia Freddy Gelam Ravu Ravu Farapo Makura Eugene Eka Elison Waluka Paul Matuta | Samoa Michael Rasmussen Arran Rogers Darren Aofia George Komiti Pelenise Lima Tasipale Cordtz Eteuati Togiatoamai Jedidiah Fagasua Gregory Hazelman Samoaautasu Tolovaa Lafaele Leuta-Malo Raymond Schuster Peter Hazelman Peter Togagae | Fiyi Semisi Rareba Rusiate Uluimoala Roko Rabici Samuel a Marayawa Pita Waqa Savenaca Vocea Johansen Nauluvula Robert Chan Victor Balenaivalu Ro Veceli Mataitini Jalesi Young John Sade Tevita Kabakoro Gerard Young |
| Femenino  | Papúa Nueva Guinea Emmalyne John Mangai Elomi Bessie Peter Maria Alu Grace Kouba Angelena Watego Nadya Taubuso Pauline Arazi Natalie Kuper Joylyn Tikot Georgina Genaka Angela Geno Kelly Peter | Samoa Siniva Williams Etevise Vaifale Christianna Perriman Samantha Rogers Jayde Afele Mandria Sua Filoi Eneliko Sally Tuiala Miriama Lima Emele Paletasala Elizabeth Ropeti Sabrina Reupena Lerissa Fong Uanita Vaaga | Fiyi Makereta Bavon Miriama Saurara Milika Baleitamavua Raylin Mario Leanne Faktaufon Adi Vavaitamana Makereta Vodo Ligieta Young Danielle Keli Ateca Valaca Ana Maria Naiveli Adi Nanova Ro Qumivutia Sisilia Raravula |
| Mixto     | Papúa Nueva Guinea Junior Hoki Emmalyn John Mangai Elomi Kele Lessy Francis Alu Bessie Peter Maria Alu Bobby Vavona Grace Kouba Andrew Turalom Maion Steven Angelena Watego Benny Nelson Nadya Taubuso Pauline Arazi Kere Mavia Freddy Gelam Natalie Kuper Ravu Ravu Joylyn Tikot Georgina Genaka Farapo Makura Eugene Eka Angela Agi Rigolo Jeffery Geno Kelly Peter Elison Waluka Paul Matuta | Samoa Michael Rasmussen Siniva Williams Arran Rogers Etevise Vaifale Darren Aofia Christianna Perriman George Komiti Samantha Rogers Jayde Afele Pelenise Lima Tasi Cordtz Mandria Sua Filon Eneliko Eteuati Togiatoamai Jedidiah Fagasua Sally Tuiala Gregory Hazelman Miriama Lote Lima Emele Paletsaia Samoaautasi Toiovaa Lafaele Leuta-Malo Elizabeth Lydwina Timoteo Ropeti Sabrina Reupena Raymond Schuster Lerissa Fong Peter Hazelman Uanita Paulo Vaaga Peter Togagae | Islas Cook Anguna Kapi Julieanne Westrupp Geoffrey Halston Upoko Tangata Talia Rima Browne Ngatupuna Joseph Kalyah Atai Terry Joe Chedyn Mani Rimaati Moekaa Tuatai Joe Noovao Noovao Mamapo Emile Conrad Piri Grand David Jr Charlie Poiri Ngapare Noovao Louani-Marie Marsters Andrew Mokoroa Tekura Moekaa Teava Terangi Phillippa Smith Gelling Viniki Mele Poaru Ngatupuna Williams Jeremy Campbell Ursula Robati Delano Atai Atiria Tuati |

## Medallero
| # | País               | Medalla de oro | Medalla de plata | Medalla de bronce | Total |
| - | ------------------ | -------------- | ---------------- | ----------------- | ----- |
| 1 | Papúa Nueva Guinea | 3              | 0                | 0                 | 3     |
| 2 | Samoa              | 0              | 3                | 0                 | 3     |
| 3 | Fiyi               | 0              | 0                | 2                 | 2     |
| 4 | Islas Cook         | 0              | 0                | 1                 | 1     |